# Leptosquilla
Leptosquilla is een geslacht van kreeftachtigen uit de klasse van de Malacostraca (hogere kreeftachtigen).

## Soort
- Leptosquilla schmeltzii (A. Milne-Edwards, 1873)